# Equips de la temporada 2007/08 de la Primera Divisió Espanyola
A la temporada 2007/08 de la primera divisió espanyola hi van participar 20 equips. La competició la va guanyar el Reial Madrid, per davant del Vila-real CF, FC Barcelona i Atlètic de Madrid. Per contra, van baixar a Segona Divisió el Reial Saragossa, el Reial Múrcia i el Llevant UE.

## Reial Madrid
| - Raúl 37 - 18 gols - Casillas 36 - Sergio Ramos 33 - 5 gols - Cannavaro 33 - Guti 32 - 3 gols - Robinho 32 - 11 gols - Gago 31 - Sneijder 30 - 9 gols - Diarra 30 - Baptista 27 - 3 gols - Higuaín 25 - 8 gols - Van Nistelrooy 24 - 16 gols - Marcelo 24 | - Robben 21 - 4 gols - Heinze 20 - 1 gol - Miguel Torres 20 - Pepe 19 - Drenthe 18 - 2 gols - Metzelder 9 - Saviola 9 - 3 gols - Míchel Salgado 8 - Balboa 5 - Soldado 5 - Dudek 1 - Codina 1 |

Entrenador: Bernd Schuster 38

## Vila-real CF
| - Capdevila 36 - 3 gols - Cazorla 36 - 5 gols - Senna 34 - 4 gols - Nihat 34 - 18 gols - Pirès 32 - 3 gols - Cani 32 - Matías Fernández 30 - 3 gols - Rossi 27 - 11 gols - Javi Venta 25 - 1 gol - Tomasson 25 - 3 gols - Godín 24 - 1 gol - Guille Franco 24 - 8 gols - Cygan 21 - 1 gol | - Bruno 21 - Ángel 20 - Diego López 20 - Viera 18 - Fabricio Fuentes 18 - 2 gols - Gonzalo 18 - Eguren 15 - Josico 13 - Mavuba 5 - Josemi 1 - Juan Carlos 1 - Riquelme 0 |

Entrenador: Manuel Luis Pellegrini 38

## FC Barcelona
| - Xavi 35 - 7 gols - Víctor Valdés 35 - Iniesta 31 - 3 gols - Bojan 31 - 10 gols - Puyol 30 - Abidal 30 - Henry 30 - 12 gols - Zambrotta 29 - Messi 28 - 10 gols - Dos Santos 28 - 3 gols - Milito 27 - 1 gol - Yaya Touré 26 - 1 gol - Gudjohnsen 23 - 2 gols - Márquez 23 - 2 gols - Eto'o 18 - 16 gols | - Deco 18 - 1 gol - Thuram 18 - Ronaldinho 17 - 8 gols - Sylvinho 14 - Oleguer 12 - Edmilson 11 - Ezquerro 3 - Pinto 3 - Pedro 2 - Rueda 1 - Fali 1 - Víctor Vázquez 1 - Víctor Sánchez 1 - Jorquera 0 |

Entrenador: Frank Rijkaard 38

## Atlético de Madrid
| - Agüero 37 - 18 gols - Forlán 36 - 16 gols - Raúl García 35 - 3 gols - Maxi Rodríguez 35 - 8 gols - Pablo 34 - 1 gol - Perea 30 - Simao 30 - 7 gols - Luis García 30 - 2 gols - Pernía 29 - 1 gol - Reyes 26 - Antonio López 24 - 1 gol - Cléber Santana 23 - Abbiati 21 | - Leo Franco 18 - Eller 18 - Jurado 16 - 2 gols - Maniche 15 - 2 gols - Sitaridis 14 - De las Cuevas 13 - Camacho 10 - 2 gols - Valera 8 - Zé Castro 8 - Mista 6 - Motta 6 - Joshua 1 - Falcón 0 |

Entrenador: Javier Aguirre Onaindia 38

## Sevilla FC
| - Jesús Navas 36 - 4 gols - Alves 33 - 2 gols - Palop 31 - Keita 31 - 4 gols - Capel 31 - 3 gols - Luis Fabiano 30 - 24 gols - Kanouté 30 - 15 gols - Poulsen 29 - 3 gols - Renato 28 - 4 gols - Adriano 27 - 1 gol - Mosquera 24 - Dragutinovic 23 - 1 gol - Fazio 22 - 3 gols - Koné 21 - 1 gol - Maresca 21 - 1 gol - Duda 17 | - Escudé 16 - Crespo 13 - Kerjakov 11 - 3 gols - David Prieto 9 - Martí 9 - Chevantón 8 - 1 gol - De Sanctis 8 - Boulahrouz 6 - De Mul 6 - Alfaro 2 - Casado 2 - Hinkel 2 - Lolo 2 - Juanjo 1 - Puerta 1 - Javi Navarro 0 |

Entrenador: Juande Ramos 7, Manuel Jiménez Jiménez 31

## Racing de Santander
| - Colsa 38 - 2 gols - Jorge López 35 - 6 gols - Òscar Serrano 34 - 3 gols - Duscher 34 - 5 gols - Smolarek 34 - 4 gols - Tchité 33 - 7 gols - Toño 32 - Pinillos 32 - Munitis 31 - 5 gols - Ayoze 30 - Oriol 24 - Garay 22 - 3 gols - Luis Fernández 19 - Sergio Sánchez 19 - César Navas 18 - Moratón 18 | - Pablo Álvarez 18 - 1 gol - Bolado 14 - 3 gols - Jordi López 14 - Jonathan Valle 8 - Coltorti 7 - Orteman 5 - 1 gol - Christian Fernández 2 - Marcano 2 - Ismodes 1 - Luisma 1 - Samuel 1 - Sarmiento 0 - Calatayud 0 - Portilla 0 - Szetela 0 |

Entrenador: Marcelino García Toral 38

## RCD Mallorca
| - Arango 38 - 12 gols - Güiza 37 - 27 gols - Fernando Navarro 36 - Borja Valero 35 - 4 gols - Nunes 35 - 2 gols - Varela 33 - 5 gols - Ibagaza 32 - 5 gols - Basinàs 32 - 1 gol - Jonás Gutiérrez 30 - Moyà 29 - Héctor 29 - Navarro 18 - Pereyra 18 - Trejo 17 - 2 gols | - Ballesteros 16 - Tuni 16 - Webó 15 - 5 gols - Iván Ramis 14 - 3 gols - Casadesús 10 - 1 gol - Lux 10 - Gonzalo Castro 9 - 1 gol - Scaloni 6 - Molinero 5 - Nsue 2 - Alberto 1 - Dorado 0 - Puga 0 |

Entrenador: Gregorio Manzano Ballesteros 38

## UD Almería
| - Mané 36 - 2 gols - Negredo 36 - 13 gols - Carlos García 35 - Saltor 34 - Crusat 34 - 3 gols - Felipe Melo 34 - 7 gols - Soriano 34 - 2 gols - Juanma Ortiz 33 - 2 gols - Corona 32 - 1 gol - Juanito 31 - 1 gol - Uche 30 - 3 gols - Pulido 26 - 7 gols - Ortiz 24 | - Diego Alves 22 - Acasiete 20 - 2 gols - Cobeño 17 - Natalio 13 - Cisma 11 - López Rekarte 10 - Iriney 8 - Paunović 7 - Cabrera 3 - Guilherme 2 - Julio Dos Santos 0 - Vidangossy 0 |

Entrenador: Unai Emery Etxegoien 38

## Deportivo de La Corunya
| - Coloccini 38 - 4 gols - De Guzmán 35 - Manuel Pablo 34 - 3 gols - Filipe Luis 33 - 1 gol - Sergio 32 - 5 gols - Riki 32 - 5 gols - Dudu Aouate 28 - Juan Rodríguez 26 - 1 gol - Guardado 26 - 5 gols - Xisco 25 - 9 gols - Lafita 24 - 3 gols - Verdú 24 - 1 gol - Lopo 21 - 1 gol - Bodipo 19 - 1 gol - Pablo Amo 19 - 3 gols - Taborda 16 - 2 gols | - Piscu 15 - Wilhelmsson 15 - 1 gol - Cristian Hidalgo 14 - 1 gol - Antonio Tomás 12 - Barragán 10 - Adrián 7 - Rubén Castro 7 - Fabri 6 - Munúa 4 - Valerón 4 - Aythami 1 - Chapi 1 - Laure 1 - Pablo Álvarez 1 - Rodri 1 |

Entrenador: Miguel Ángel Lotina 38

## València CF
| - Silva 34 - 5 gols - Joaquín 34 - 3 gols - Albiol 32 - 1 gol - Arizmendi 30 - 1 gol - Moretti 28 - 1 gol - Marchena 28 - Villa 28 - 18 gols - Miguel 26 - 1 gol - Hildebrand 26 - Baraja 25 - 2 gols - Iván Helguera 24 - 1 gol - Mata 24 - 5 gols - Morientes 22 - 6 gols - Caneira 19 - Vicente 17 | - Angulo 16 - 2 gols - Albelda 15 - Zigic 15 - 1 gol - Alexis Ruano 14 - Edu 13 - Banega 12 - Maduro 11 - Cañizares 10 - Sunny 10 - Manuel Fernandes 7 - Montoro 4 - Gavilán 3 - Lombán 3 - Mora 2 |

Entrenador: Quique Sánchez Flores 9, Óscar Rubén Fernández Romero 2, Ronald Koeman 22, Salvador González Marco 5

## Athletic de Bilbao
| - Iraola 36 - 1 gol - Llorente 35 - 10 gols - Amorebieta 34 - Javi Martínez 34 - Aritz 33 - 10 gols - David López 31 - 2 gols - Susaeta 29 - 4 gols - Aitor Ocio 27 - Koikili 27 - 1 gol - Gabilondo 26 - 4 gols - Etxeberria 25 - 4 gols - Yeste 24 - 3 gols - Orbaiz 23 - Ustaritz 20 - Garmendia 18 - 1 gol - Del Horno 16 | - Armando 16 - Muñoz 13 - Iraizoz 13 - Aranzubia 10 - Vélez 9 - Cuéllar 7 - Murillo 6 - Aitor Ramos 5 - Gurpegi 5 - Expósito 3 - Luis Prieto 3 - Tiko 2 - Urko Arroyo 1 - Zubiaurre 1 - Casas 1 |

Entrenador: Joaquín Caparrós 38

## RCD Espanyol
| - Luis García 37 - 13 gols - Marc Torrejón 36 - 1 gol - Riera 36 - 4 gols - Hurtado 34 - Zabaleta 32 - 1 gol - Valdo 31 - 4 gols - Jarque 31 - 1 gol - Kameni 30 - Smiljanic 30 - Àngel 28 - 2 gols - Corominas 26 - 2 gols - Tamudo 25 - 10 gols - Jonathan Soriano 24 - 2 gols | - Lacruz 18 - David García 17 - Chica 17 - Clemente 17 - De la Peña 12 - Rufete 10 - Jonatas 9 - Moha 9 - Ewerthon 8 - 1 gol - Lafuente 5 - Casilla 4 - Jordi Gómez 3 - Serrán 1 |

Entrenador: Ernesto Valverde Tejedor 38

## Real Betis
| - Juanito 33 - 1 gol - Fernando Vega 31 - Edu 30 - 12 gols - Pavone 30 - 8 gols - Ricardo 28 - Capi 27 - 2 gols - Rafael Sóbis 26 - 4 gols - Melli 26 - Damià 26 - Arzu 26 - 1 gol - Rivera 26 - 1 gol - Mark González 24 - 6 gols - Juande 22 - 1 gol - Xisco 22 - 3 gols - Odonkor 20 - 1 gol | - Caffa 20 - 1 gol - Ilic 18 - Somoza 15 - José Mari 13 - Rivas 11 - Babic 10 - Fernando 10 - 1 gol - Casto 9 - Lima 9 - Nano Rivas 6 - 2 gols - Doblas 1 - Álex Ortiz 1 - Toni 1 - Zamora 1 |

Entrenador: Héctor Raúl Cúper 14, Francisco Chaparro Jara 24

## Getafe CF
| - Manu del Moral 34 - 7 gols - Abbondanzieri 34 - Licht 33 - 1 gol - Casquero 33 - 4 gols - Cortés 32 - De la Red 31- 2 gols - Cata Díaz 30 - Albín 30 - 7 gols - Pablo Hernández 28 - 3 gols - Granero 27 - 4 gols - Belenguer 24 - Uche 22 - 4 gols - Celestini 22 - Braulio 19 - 3 gols - Gavilán 16 - 1 gol | - Kepa 15 - 2 gols - Mario Álvarez 15 - Pallardó 14 - Contra 13 - 1 gol - Cotelo 13 - 1 gol - Sousa 13 - 3 gols - Tena 12 - Nacho 7 - Signorino 5 - Ustari 4 - Aguilar 2 - Juanfran 1 - Luis García 0 - Redondo 0 |

Entrenador: Michael Laudrup 38

## Real Valladolid
| - Álvaro Rubio 37 - 3 gols - Llorente 36 - 16 gols - Sisi 36 - 2 gols - Sesma 33 - 4 gols - Víctor 33 - 9 gols - García Calvo 33 - 1 gol - Borja 31 - 1 gol - Marcos 30 - Vivar Dorado 30 - 2 gols - Pedro López 28 - 1 gol - Asenjo 24 - Óscar Sánchez 21 - Rafa 21 - Ogbeche 19 - 2 gols | - Baraja 17 - Ngom Kome 15 - 1 gol - Capdevila 14 - Alexis Suárez 11 - Diego Camacho 9 - Cifuentes 9 - Aguirre 8 - Butelle 8 - Alberto 7 - Iñaki Bea 7 - Manchev 5 - Estoyanoff 4 - Kike López 3 - Álvaro Antón 0 |

Entrenador: José Luis Mendilibar Etxebarria 38

## Recreativo de Huelva
| - Sorrentino 38 - Camuñas 37 - 5 gols - Tornavaca 36 - 1 gol - Sinama-Pongolle 34 - 10 gols - Martín Cáceres 34 - 2 gols - Jesús Vázquez 34 - 2 gols - Carlos Martins 32 - 6 gols - Bouzón 27 - Poli 26 - Javi Guerrero 26 - 5 gols - Beto 23 - 2 gols - Varela 22 - Marcos 19 - 1 gol - Barber 18 | - Gerard 18 - Dani Bautista 16 - Edu Moya 16 - Calvo 14 - Marco Rubén 14 - 4 gols - Quique Álvarez 11 - Zahinos 11 - Ersen Martin 9 - 1 gol - Congo 6 - Rosu 4 - Pablo Oliveira 3 - Luque 0 - Barbosa 0 |

Entrenador: Víctor Muñoz Manrique 22, Manuel Zambrano Díaz 16

## CA Osasuna
| - Ricardo 37 - Puñal 35 - 2 gols - Juanfran 34 - 3 gols - Plasil 34 - 4 gols - Vela 33 - 3 gols - Hèctor Font 32 - 2 gols - Dady 30 - 7 gols - Azpilicueta 29 - Miguel Flaño 28 - 1 gol - Cruchaga 28 - 2 gols - Monreal 27 - 1 gol - Javi García 25 - 2 gols - Josetxo 21 - Sola 20 - 3 gols - Pandiani 18 - 2 gols - Portillo 18 - 2 gols | - Astudillo 13 - 1 gol - Margairaz 13 - 1 gol - Corrales 12 - Delporte 9 - Hugo Viana 9 - 1 gol - Izquierdo 9 - Erice 4 - Javier Flaño 4 - Elía 3 - Jokin 2 - Nekounam 2 - Andrés Fernández 1 - Echaide 1 - Garde 0 - Margairaz 0 |

Entrenador: José Ángel Ziganda 38

## Reial Saragossa
| - Sergio García 38 - 4 gols - César Sánchez 37 - Oliveira 37 - 18 gols - Zapater 36 - 2 gols - Milito 35 - 15 gols - Ayala 33 - 1 gol - Gabi 32 - Óscar González 32 - 2 gols - Luccin 30 - Diogo 29 - Juanfran 28 - Sergio Fernández 25 - 1 gol - Celades 24 - 1 gol - Paredes 23 | - Aimar 22 - D'Alessandro 14 - 3 gols - Matuzalem 14 - 1 gol - Chus Herrero 10 - Pavón 8 - Generelo 4 - Valero 4 - Cuartero 2 - Goni 2 - López Vallejo 2 - Montejo 1 - Vicente 1 - Miguel 0 |

Entrenador: Víctor Fernández 19, Ander Garitano Urquizu 1, Javier Irureta 6, Manuel José Villanova Rebollar 12

## Reial Múrcia
| - Paco Peña 35 - Goitom 31 - 2 gols - Abel Gómez 30 - 5 gols - De Lucas 30 - 4 gols - Mejía 30 - 1 gol - Iván Alonso 29 - 10 gols - Arzo 28 - Baiano 27 - 5 gols - Movilla 26 - Notario 26 - Richi 26 - 1 gol - Regueiro 23 - 1 gol - Íñigo Vélez 23 - 1 gol - Pablo García 21 - De Coz 20 | - Ochoa 17 - 1 gol - Pignol 17 - Jofre 14 - 1 gol - Dani Aquino 13 - 1 gol - Cuadrado 11 - Rosinei 11 - Carini 11 - Gallardo 10 - 1 gol - Kabous 7 - Marañón 6 - Pina 3 - Bruno 2 - Curro Torres 2 - Alberto 1 |

Entrenador: Lucas Alcaraz González 26, Javier Clemente Lázaro 12

## Llevant UE
| - Juanma 35 - 2 gols - Riga 33 - 8 gols - Geijo 32 - 5 gols - Descarga 30 - José Serrano 29 - 1 gol - Álvaro 28 - 3 gols - Courtois 25 - Javi Fuego 24 - 1 gol - Pedro León 24 - 3 gols - Berson 23 - 1 gol - Miguel Ángel 23 - 1 gol - Rubiales 20 - Saúl 20 - David 18 - Storari 17 - Cirillo 16 | - Tommasi 15 - 1 gol - Iborra 14 - 1 gol - Manolo Gaspar 14 - Ettien 13 - 1 gol - Kujovic 13 - Riganò 13 - 4 gols - Armando 12 - Sávio 12 - Viqueira 9 - 1 gol - Manolo Reina 8 - Arveladze 4 - Robusté 4 - Meyong Zé 1 - Robert 0 - Cavallero 0 |

Entrenador: Abel Resino Gómez 7, Giovanni de Biasi 26, José Ángel Moreno 6